# Kyma ionico

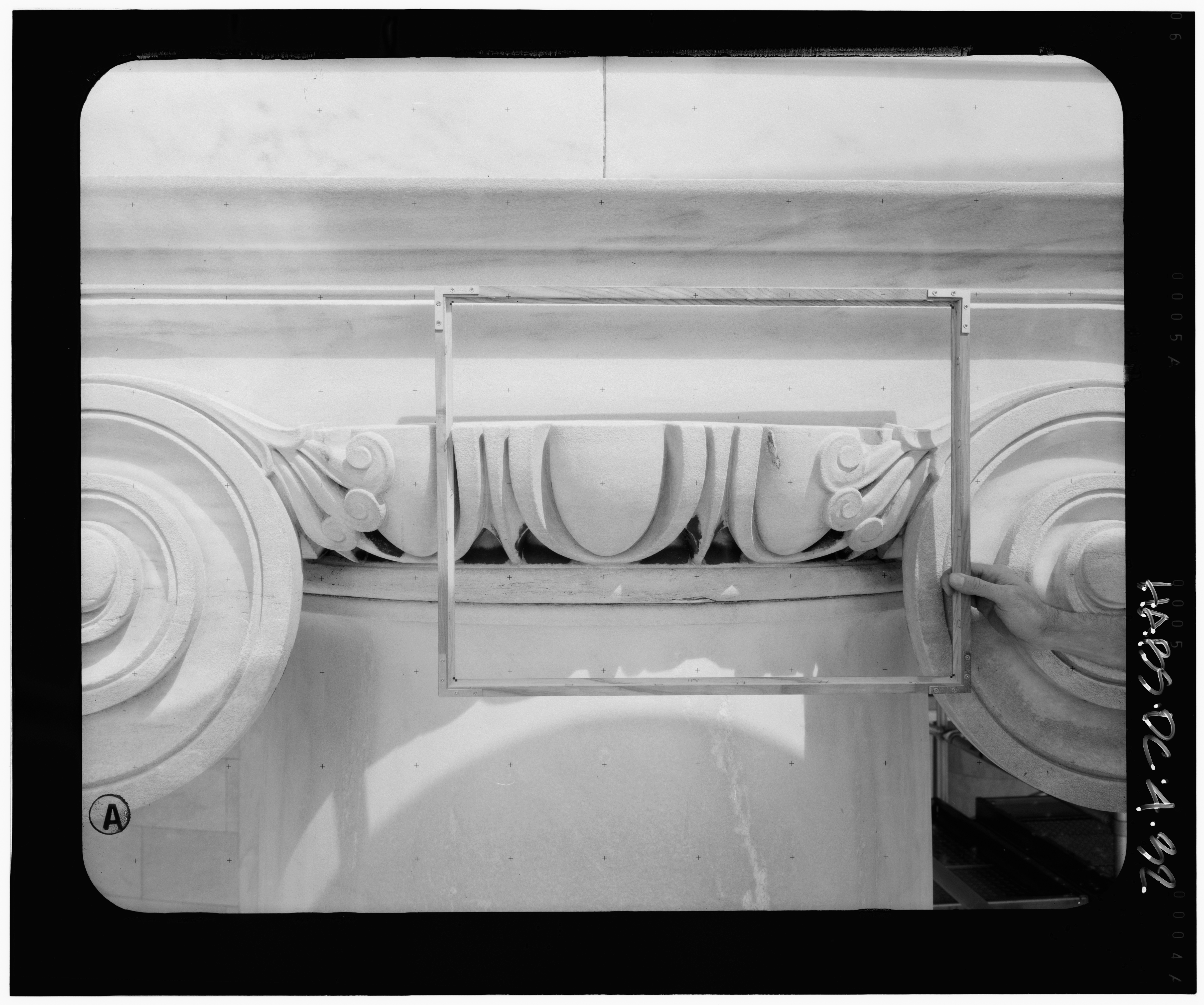
Una decorazione a kyma ionico sull'echino di un capitello ionico del Jefferson Memorial.

Il kyma ionico, conosciuto anche come ovoli e dardi, ovoli e lingue, ovoli e ancore e in altri modi ancora, è un motivo ornamentale associato all'ovolo, un tipo di modanatura con profilo a quarto di cerchio convesso molto utilizzato nella decorazione architettonica greco-romana. In questo tipo di motivo, che può essere intagliato o realizzato con altre tecniche su superfici di legno, pietra, plastica e altri materiali ancora, elementi lisci a forma di uovo o di unghia ("ovoli") vengono alternati con elementi a forma di V, come ad esempio dardi, frecce o ancore, da cui il nome "ovoli e dardi" con cui il kyma ionico è talvolta indicato.

## Storia

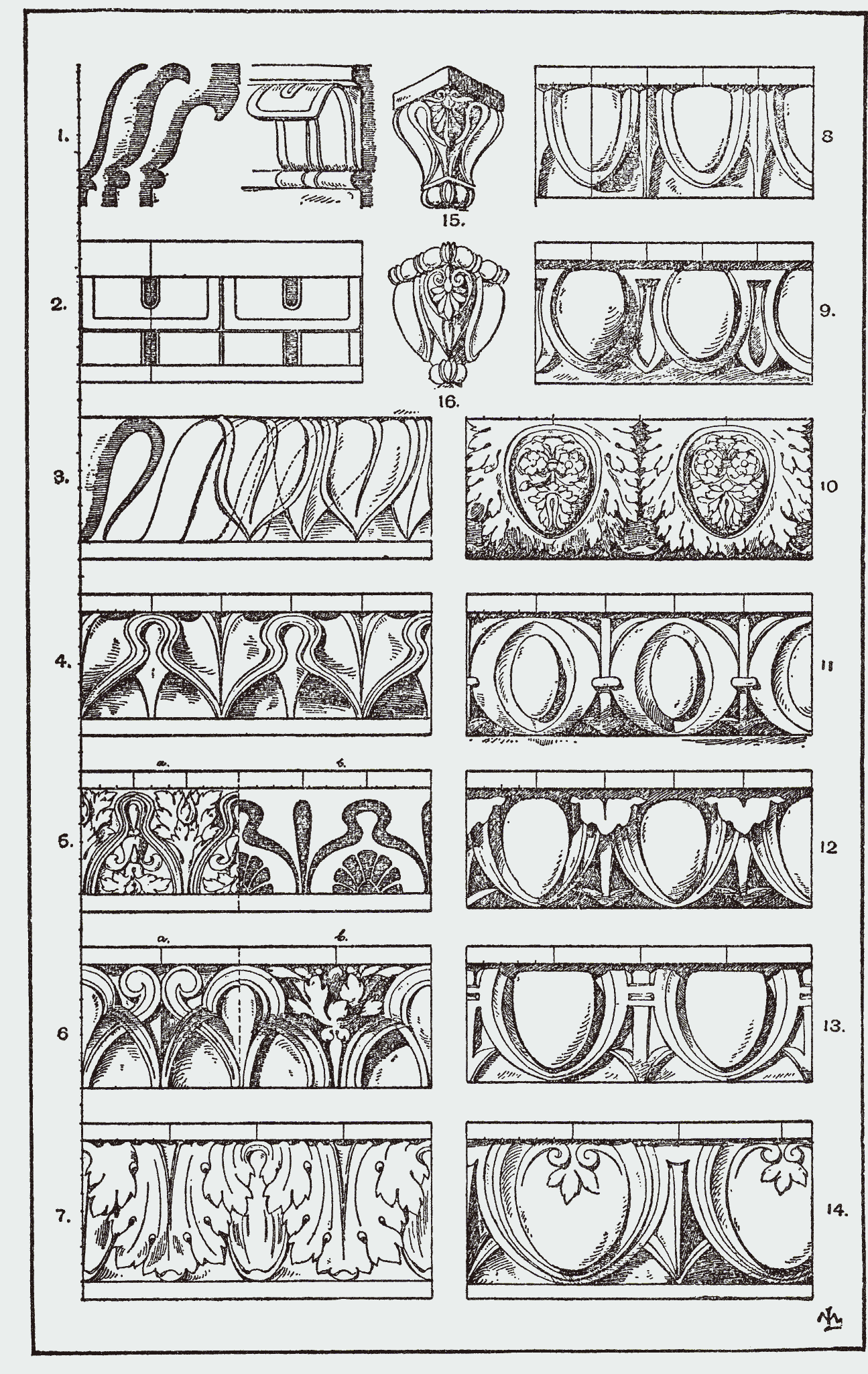
Diversi esempi di kyma ionico illustrati dallo storico dell'arte Franz Meyer.

La decorazione a kyma ionico era già utilizzata dagli antichi costruttori greci nei fregi dei capitelli ionici, come quelli ritrovati nell'Eretteo, un tempio risalente al V secolo a.C. dell'Acropoli di Atene. Mentre gli ovoli hanno sempre richiamato la forma dell'uovo, i dardi inizialmente erano gambi di foglia stilizzati e solo successivamente assunsero la forma di punte di freccia, più o meno semplificata.
Tale decorazione fu poi ripresa anche dagli antichi Romani, che la usarono in molte loro costruzioni (ne sono un esempio le cornici rinvenute nel Foro di Traiano), per poi divenire un elemento dell'architettura neoclassica, usato ad esempio nella romana villa Torlonia, raggiungere la sua massima espansione a cavallo tra il XIX e il XX secolo (tanto da essere un elemento tipico dei barocco edoardiano) ed arrivare fino ai giorni nostri, dov'è ancora utilizzata in costruzioni moderne realizzate in stile classico, come il Jefferson Memorial di Washington.
Il kyma ionico è stato poi ripreso in altri generi di arti spaziando nei più diversi campi, ne sono un esempio un mosaico raffigurante la dea Nike risalente all'antica Roma e conservato nel Palazzo Massimo alle Terme di Roma, in cui la figura della dea è circondata da un kyma ionico, e i motivi che adornano alcune stoviglie del servizio della Rana Verde, un grande servizio da tavola in terraglia realizzato per l'imperatrice russa Caterina la Grande nella seconda metà del Settecento.

## Galleria d'immagini

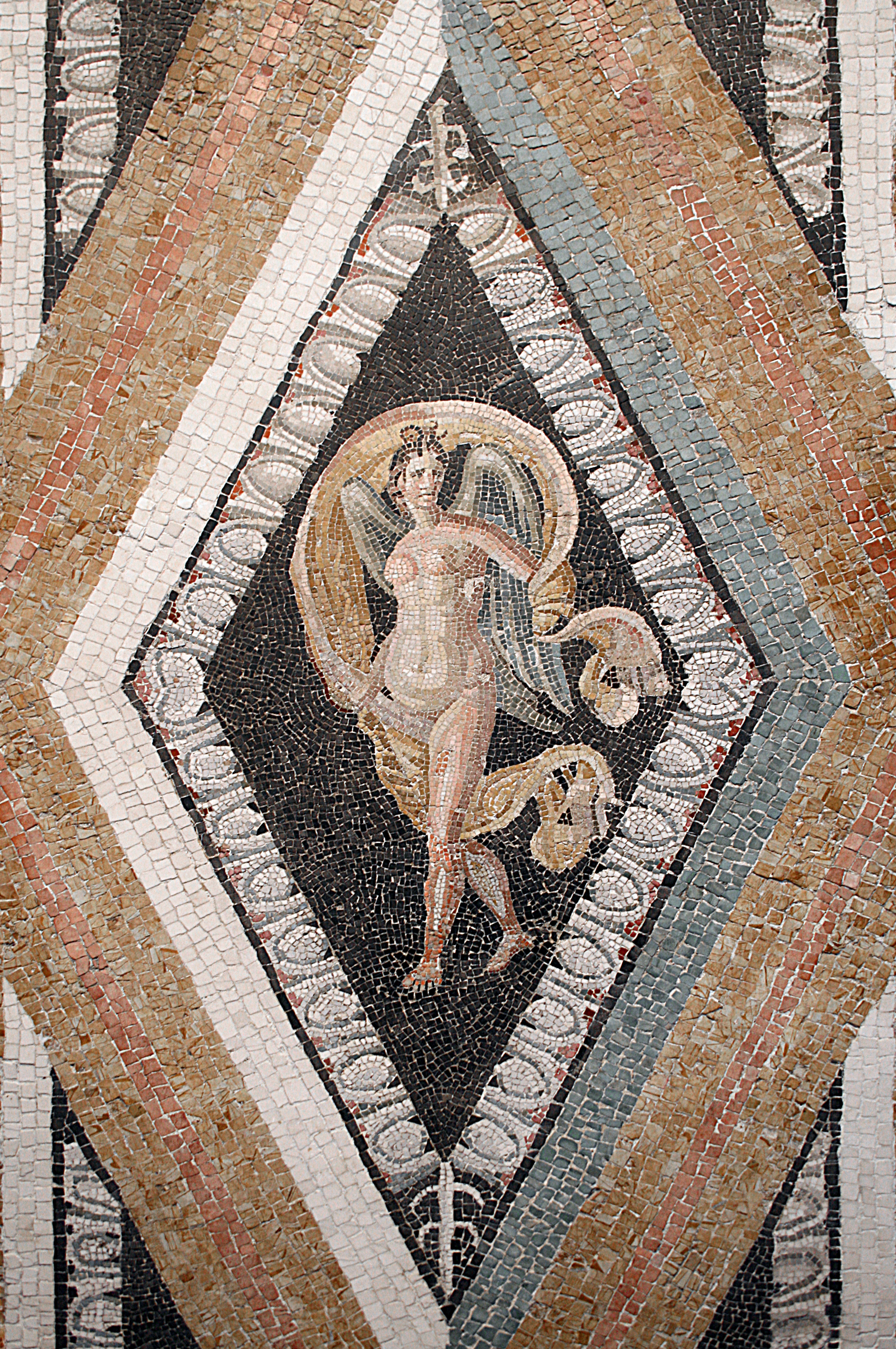
Una cornice con kyma ionico rappresentata in un antico mosaico romano raffigurante la dea Nike.
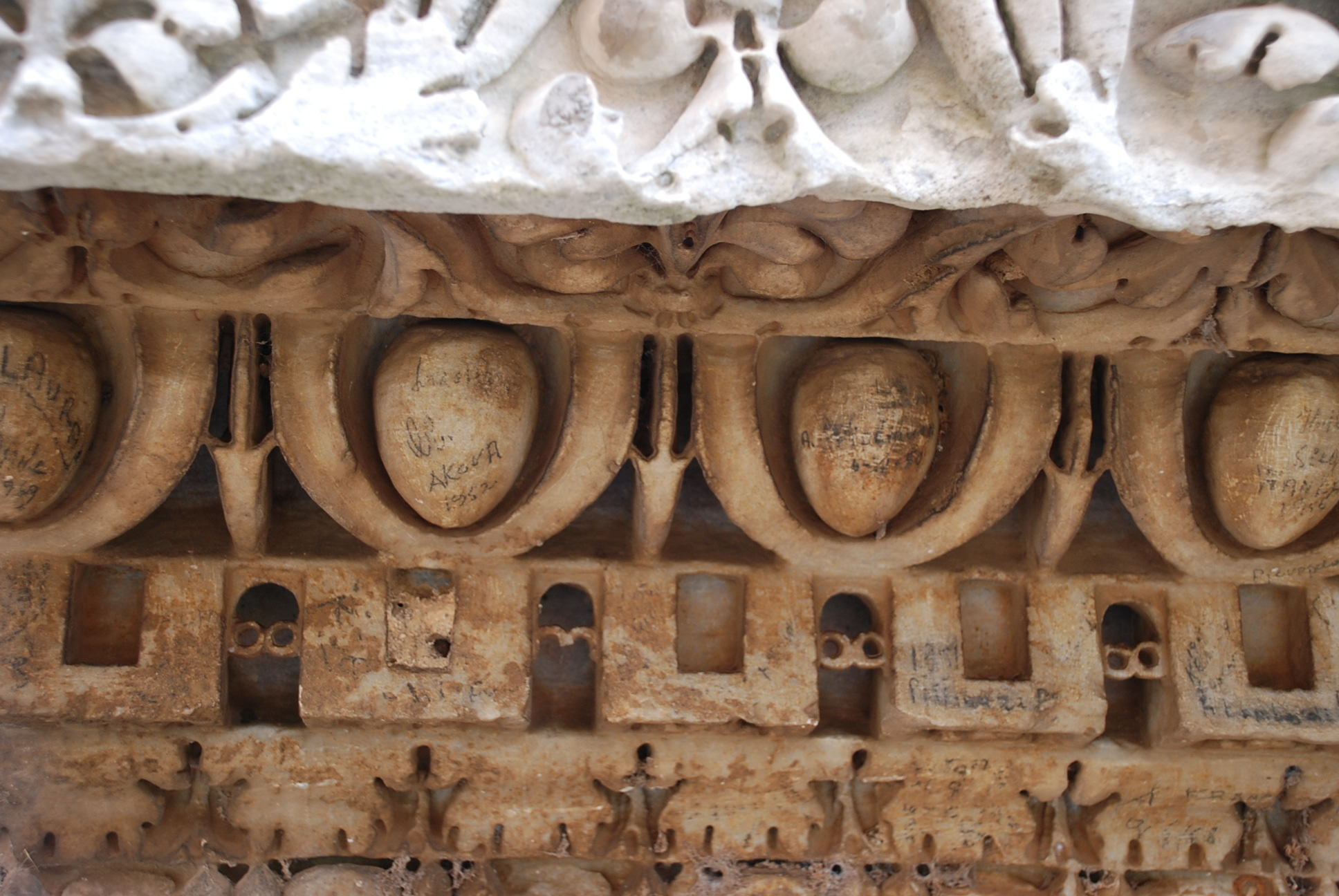
Una cornice con kyma ionico rinvenuta in un sito archeologico di Ostia.
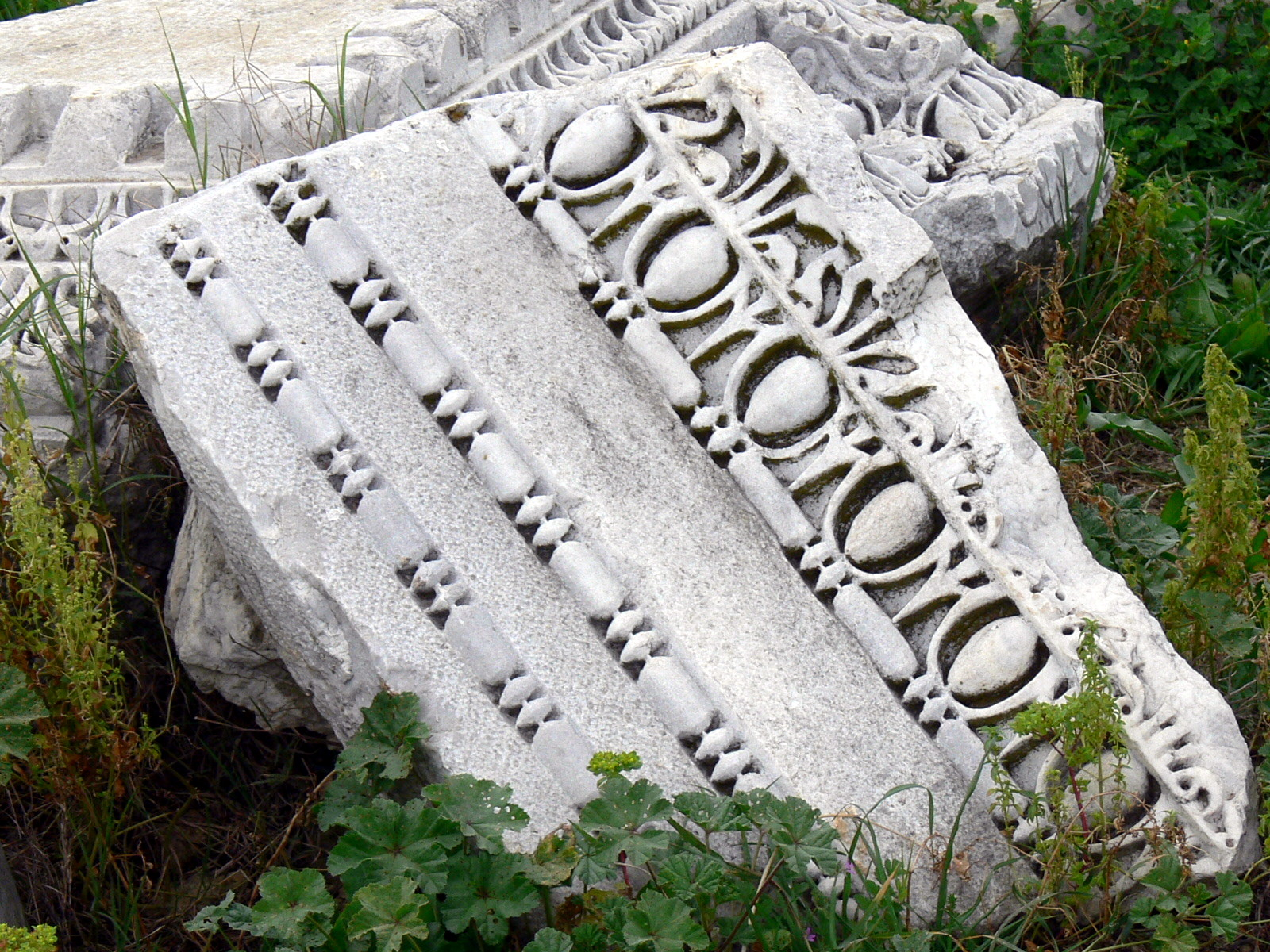
Motivi a kyma ionico su alcune rovine della città turca di Adalia.
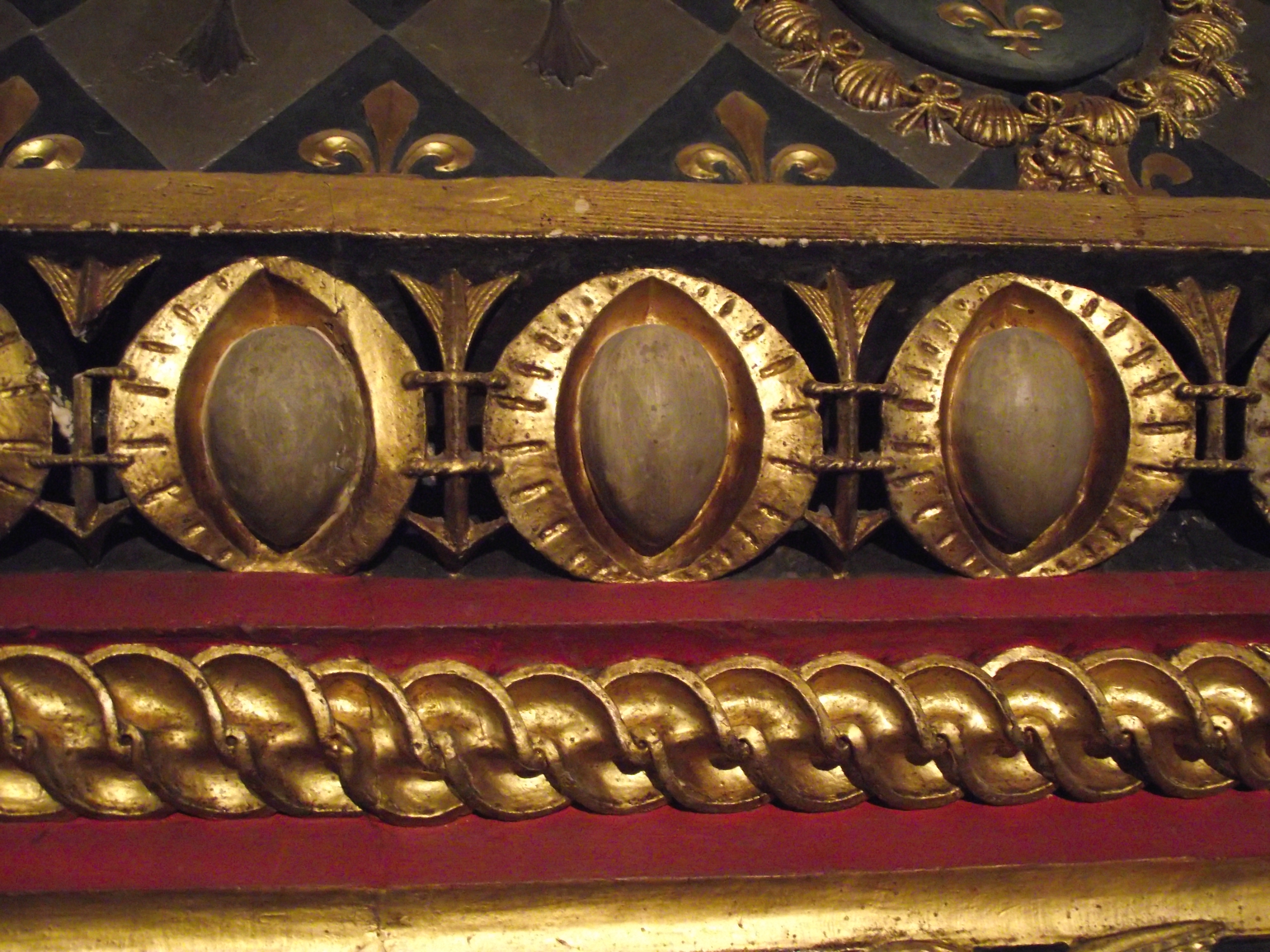
Alcune decorazioni dell'Hôtel d'Alluye, un hôtel particulier di Blois, in Francia.